# Arnold Mengering

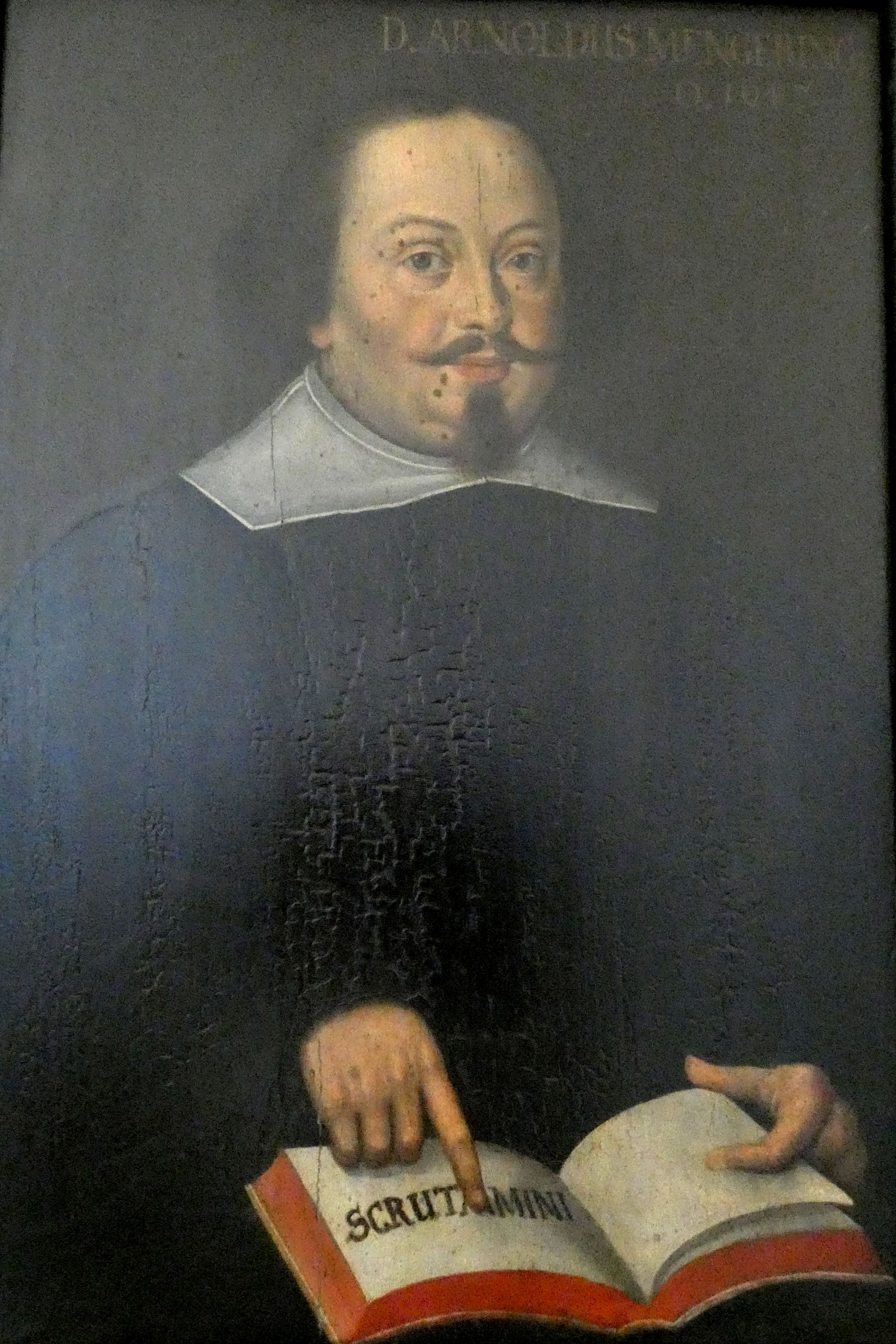
Porträt von Arnold Mengering in der Marktkirche Halle

Arnold Mengering (* 1. September 1596 in Halle; † 12. Januar 1647 ebenda) war ein deutscher lutherischer Theologe.

## Leben und Wirken
Mengering wurde als jüngster Sohn von fünf Kindern des niederländischen Kaufmanns Heinrich Mengering (* Deventer; † 13. Mai 1608 in Halle) und seiner Frau Anna († 1598 in Halle), Tochter des Leipziger Haubenschmiedes Lucas Krause, geboren. Da er seine Eltern früh verloren hatte, konnte der mittellose Waise durch die finanzielle Unterstützung einflussreicher Freunde die Schule und das Gymnasium in Halle absolvieren.
Sie unterstützten ihn auch finanziell, als er am 2. Mai 1615 ein Studium an der Universität Wittenberg aufnahm. Bald jedoch konnte er sich durch hervorragende Leistungen ein kurfürstliches sächsisches Stipendium erwerben. Nach anfänglichen philosophischen Studien, die er am 27. September 1618 mit dem akademischen Grad eines Magisters abschloss, hatte sich Mengering theologischen Studien zugewandt. So besuchte er die Vorlesungen von Friedrich Balduin, Leonhard Hutter, Balthasar Meisner und wurde besonders von Wolfgang Franz gefördert.
1619 wechselte er an die Universität Jena, um sein Studium der Theologie bei Johannes Major und Johann Gerhard fortzusetzen. Nachdem er 1621 als Adjunkt in die philosophische Fakultät in Jena aufgenommen worden war, ging er 1622 als Pfarrer nach Colbitz, war 1624 Pfarrer in der Magdeburger Vorstadt Sudenburg, wechselte 1627 als Oberpfarrer nach Löbejün und war am 3. Dezember in seiner Heimatstadt als Pfarrer am Halleschen Dom angestellt worden. Durch die Besetzung der Stadt Halle im Dreißigjährigen Krieg wurde er von den römisch-katholischen Geistlichen 1630 abgesetzt und vertrieben.
Er fand in Bitterfeld zunächst Asyl, ging 1631 als zweiter Hofprediger an den sächsischen Hof in Dresden und war ab Mai 1635 in Altenburg als Hofprediger, sowie Assessor am Konsistorium, für den Herzog Johann Philipp tätig. Nachdem er am 20. April 1638 zum Doktor der Theologie an der Jenaer Akademie promoviert hatte, wechselte nach dem Tod seines Dienstherrn 1640 als Superintendent und Gymnasialprofessor nach Halle, wo er bis zu seinem Lebensende wirkte.
Seine meisten Schriften sind im Umfeld seiner beruflichen Tätigkeit entstanden. Als Vertreter der lutherischen Orthodoxie war er ein weithin geachteter Theologe und hat auch in der Geschichte des Kirchenliedes Spuren hinterlassen.

## Familie
Mengering war zwei Mal verheiratet. Seine erste Ehe schloss er am 1. Oktober 1622 in Halle mit Anna (* 5. Juni 1602 in Halle; † 4. März 1633 in Dresden), der Tochter des Pfänners und Advokats Andreas Schäffer und seiner Frau Maria, die Tochter des Bürgers in Halle Jacob Peters. Seine zweite Ehe ging er am 22. Juli 1634 in Freiberg ein mit Anna Margaretha (* 27. Januar 1614, † 6. Juni 1661), der Tochter des Freiberger Archidiakons Balthasar Wagner und seiner Frau Margaretha (geb. Rudolph). Aus beiden Ehen stammen sieben Söhne und vier Töchter. Von den Kindern weiß man:
- Andreas (* 1623 in Colbitz, † jung)
- Heinrich Andreas (* 1. April 1624 in Magdeburg; † 1663) Lic. & Dr. med., 1663 Stadtphysikus in Magdeburg, Lehrer Gymnasium Grimma, verh.10. November 1651 mit Concordia Charitas, der Tochter des Leipziger Steuereinnehmers Sebastian Dreher
- Arnold (* 13. November 1627 in Lobejün; † 1675) Dr. jur., Syndikus Frankfurt/Oder
- Christian (getauft 13. November 1627 in Lobejün), Pfarrer an der St. Jacobikirche in Leipzig
- Anna Martha (* 1633 in Dresden) verh. am 30. November 1652 mit dem Pfarrer in Friedeburg Andreas Kather
- Elisabeth (* 18. April 1634 in Dresden; † 14. Juni 1637)
- Totgeborene Tochter
- Totgeborene Tochter
- Heinrich Balthasar (* 1640 † jung)
- Gottfried Arnold (getauft 16. März 1641 in Halle; † 26. März 1641 ebenda)
- Johann Arnold (getauft 4. Dezember 1643 in Halle), 1656–62 Gym. Pforta

## Werkauswahl
- Scrutinium conscientiae. Altenburg 1643, 1652 Digitalisat
- Informatorium conscienntiae. Altenburg 1644, Leipzig 1653, Jena 1661
- suscitabulum conscientiae. Altenburg 1646
- Refectorium conscientiae. Altenburg 1647
- harmonia epistolico-evangelica. Altenburg 1645
- gazophylacium Nehemiae ecclesiasticum pentagonum. Coburg
- Oeconomia Salomonica
- vade mecum propheticum. Altenburg 1633, 1640
- Altenburgische Erbhuldigungspredigt. Altenburg 1639
- Belialis stratiotici consobrinus sceleratus Metator. Altenburg 1639, 1642
- Belsazeris sacrilegium. Altenburg 1641
- Horologia oder Eyd-Büchlein. Altenburg 1644
- Elenctica de pane eucharistico.
- Strena australis scholae catecheticae.
- Perversa ultimi seculi malizia.
- Vale Dresdense
- Tobias conscieniosus. Altenburg (in Deutsch), Leipzig 1686
- Soteria Altenburcica
- Horologium Principum Davidicum. Leipzig 1640, Eisleben 1666
- Gloria Scribarum. Altenburg 1640
- Quinquennium Altenburgicum. Altenburg 1640
- Vota Januaria Hallensia. Altenburg 1641
- Conciones Jubilaeae
- Kriegs-Belial oder Soldaten-Teufel. Altenburg 1631, 1641, Leipzig 1687